# INS Aditya (A59)
INS Aditya (A59) je zásobovací tanker indického námořnictva.

## Stavba

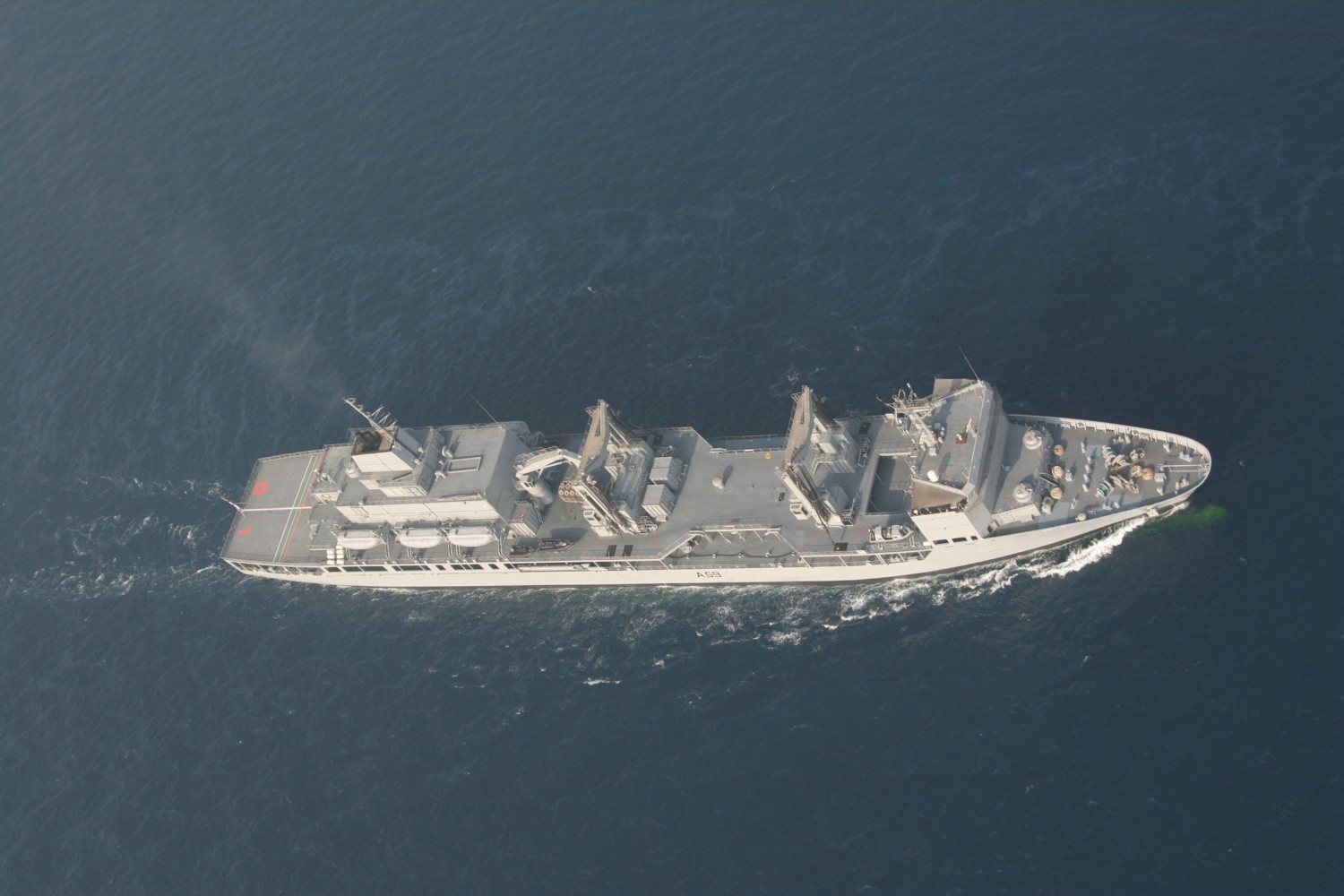
INS Aditya (A59)

Kontrakt na stavbu tankeru byl zadán v srpnu 1987, přičemž termín dokončení plavidla byl stanoven na prosinec 1991. Stavba však nabrala obrovské zpoždění a v roce 1993 byl termín dokončení plavidla posunut na červen 1996.
Tanker byl postaven loděnicí Garden Reach Shipbuilders & Engineers (GRSE) v Kalkatě. Loď byla spuštěna na vodu 15. listopadu 1993 a uvedena do služby 3. dubna 2000.

## Konstrukce
Tanker je vybaven čtyřmi zásobovacími stanicemi pro palivo a pevné zásoby. Kapacita činí 14 200 m2 paliva a 2250 m2 vody. K obraně plavidla slouží tři 40mm kanóny, které doplňují přenosné protiletadlové řízené střely. Na zádi tankeru se nachází přistávací plocha a hangár pro jeden transportní vrtulník střední velikosti (Sea King, HAL Chetak, HAL Dhruv). Pohonný systém tvoří dva diesely Man B&W, každý o výkonu 11 970 kW. Nejvyšší rychlost je 20 uzlů. Dosah činí 10 000 námořních mil při rychlosti 16 uzlů.